# August Einwald

August Einwald, Unterschrift

August Einwald (* 8. April 1846 in Heidelberg; † 9. November 1932 in Braunschweig) war ein deutscher Afrikareisender.

## Leben
Einwald war ursprünglich Fotograf in Heidelberg am Neckar und ging ab dem Jahr 1867 auf Reisen. Seine erste große Reise führte ihn nach Mexiko, in die Karibik und in die Vereinigten Staaten. Dabei besuchte Einwald unter anderem die Goldfelder Kaliforniens. 1879 reiste Einwald nach Natal ins südliche Afrika. Bis 1882 besuchte er Groß-Namaland im Süden des heutigen Namibia und durchquerte die Kalahari. Später arbeitete er in Port Elizabeth als Handwerker. Einwald bereiste auch die Kapkolonie sowie das Basuto-, Pondo- und Zululand. Besondere Aufmerksamkeit widmete er den Bodenschätzen der bereisten Gebiete. Einige Landstriche waren noch nicht im vollen Besitz Großbritanniens beziehungsweise der Burenrepubliken. Er riet dem Bremer Kolonialhändler und Gründer von Deutsch-Südwestafrika, Adolf Lüderitz, eine Kolonie am Indischen Ozean zu gründen und unter den Schutz des deutschen Reiches stellen zu lassen.

### Die Santa-Lucia-Bucht
Am 21. Mai 1884 schloss Einwald mit Lüderitz eine Vereinbarung nach der Einwald auf Kosten des Hauses Lüderitz ins Zululand reisen sollte, um ein möglichst großes Gebiet für das Handelshaus zu erwerben, sofern es nach damaliger Auffassung Niemandsland sei. Einwald konnte über Adolf Schiel – ein Oberst im Dienste der Buren und Vertrauter des Zulukönigs Dinuzulu – den Kauf der Santa-Lucia-Bucht erwirken. Einwald ließ Lüderitz den „rechtmäßigen“ Erwerb des Küstenabschnitts mitteilen und stellte weitere Erwerbungen in Aussicht. Lüderitz rief Einwald daraufhin nach Europa zurück. Er traf am 1. Januar 1885 in London ein, um den vermeintlichen Anspruch seiner Firma gegenüber der britischen Regierung persönlich Geltung zu verschaffen, was jedoch kaum Beachtung fand. Eine Audienz wurde Einwald verwehrt. Einwald, der kurz darauf nach Berlin bestellt wurde, und Schiel machten sich später in Deutschland den Landkauf gegenseitig streitig. Nach diplomatischem Austausch zwischen Großbritannien und Deutschland wurde das Gebiet aber im Unterschied zu Südwestafrika nicht unter deutschen Schutz gestellt. Die deutsche Presse warf Einwald mangelnde Diskretion vor und machte ihn für das Scheitern der Kolonialgründung verantwortlich.

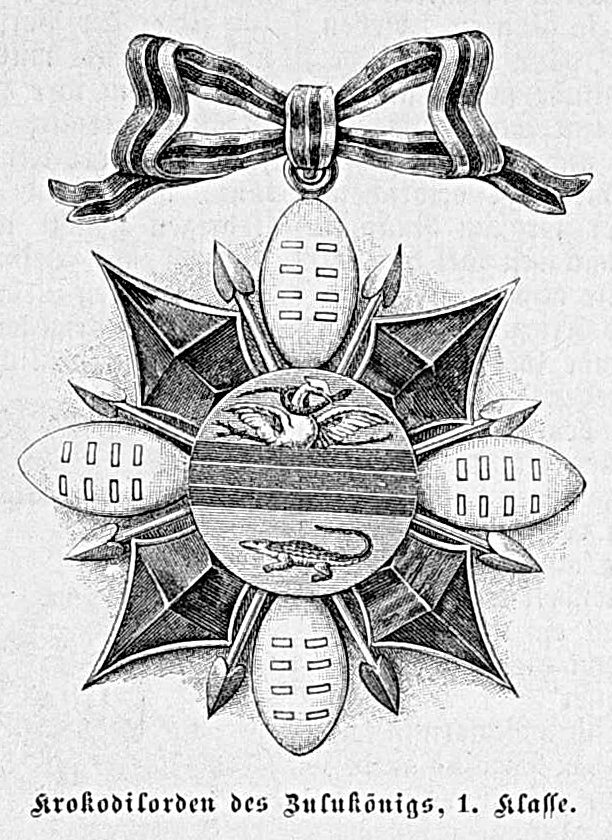
Krokodilorden Erster Klasse

Das populäre Magazin Die Gartenlaube berichtete 1887 unter der Rubrik Blätter und Blüthen freundlicher über Einwald. So zeigte das Magazin ein Abbild des Krokodilordens Erster Klasse, den König Dinuzulu gestiftet und dem Afrikareisenden Einwald nach dessen Angaben verliehen hatte und der am grün-rot-gelben Band zu tragen sei. Ein solcher Orden Zweiter Klasse sei einem Leipziger Buchhändler Ludwig Fischer verliehen worden.

### Weitere Kolonialprojekte und Rückkehr
In den Jahren 1886 bis 1890 trat Einwald abermals als Kolonialagent auf: Im Amatongaland nördlich der Santa-Lucia-Bucht versuchte er die Kosi-Bucht zu kaufen. Im Pondoland fand Einwald nach eigenen Angaben „... Kupfer, Kohlen, Asbest und etwas Goldc.“ Einwald erhielt ähnlich dem badischen Leutnant a. D. Emil Nagel eine private Minen- und Landkonzession, aber keinen Schutzvertrag. In Bulawayo versuchte er mit Lobengula, dem König des Matabele-Königreichs, vergeblich Kontakt zu knüpfen. 1895 gründete Einwald zusammen mit dem sächsischen Landtagsabgeordneten Max Schubert die Südafrikanische Kolonisationsgesellschaft und reiste mit mehreren Mitgliedern nach Lourenço Marques, Barberton und Pretoria. 1898 und 1900 unternahm er weitere Reisen, um für ein Londoner Syndikat eine Kupfermine im Zululand zu leiten. Infolge des Burenkrieges wurde Einwald aber gefangen genommen und von den britischen Behörden des Landes verwiesen. Nach der Jahrhundertwende hielt Einwald in Deutschland Vorträge und beschrieb seine Reiseerlebnisse in dem Buch Zwanzig Jahre in Süd-Afrika. Seinen Lebensabend verbracht er im Marienstift in Braunschweig, wo er am 9. November 1932 im Alter von über 86 Jahren verstarb. Der offizielle Sterbeeintrag sagt: „Die Oberin des Marienstifts zeigte an, daß der Afrikaforscher August Einwald, 86 Jahre alt, wohnhaft in Braunschweig, Helmstedter Straße 36a, ledig, zu Braunschweig im Marienstift am neunten November des Jahres tausend neunhundert zwei und dreißig vormittags um vierdreiviertel Uhr verstorben sei.“

## Schriften (Auswahl)
- Zwanzig Jahre in Süd-Afrika – Reisen, Erlebnisse und Beobachtungen. Gebrüder Jänecke, Hannover 1901.
- Die Bewohner des afrikanischen Himmelreiches. In: Geopraphische Rundschau, Jahrgang IX, Nr. 6, 1887, S. 241.
- Zur Colonisation von Deutsch-Südwestafrika. In: Geopraphische Rundschau, Jahrgang IX, Nr. 9, 1887, S. 413.
- Ueber das südliche aussertropische Afrika. In: Mittheilungen des Sächsisch-Thüringischen Vereins für Erdkunde, 1883.